# Эррера, Карлос Энрике
Ка́рлос Энри́ке Эрре́ра Морера (исп. Carlos Enrique Herrera Morera; 1 января 1936, Алахуэла — 15 апреля 2025) — коста-риканский футболист, играл на позиции нападающего.

## Биография

### Клубная карьера
В 1954 году Эррера присоединился к клубу «Алахуэленсе», за который играл в течение восьми сезонов. Он был членом команды, с которой выиграл три подряд чемпионских титула в 1958, 1959 и 1960 годах. В 1961 году перешёл в мексиканскую «Морелию», в котором играл до конца сезона. В 1962 году уехал в Гватемалу, где играл за «Сакачиспас» и «Аурору», с которой выиграл чемпионский титул.
В 1965 году перешёл в «Депортиво Саприссу», с которой в 1965 году выиграл чемпионский титул. Затем он играл в Гватемале за «Мунисипаль» и «Пало Гордо».

### Карьера в сборной
В составе сборной Коста-Рики выиграл два чемпионата КККФ в 1960 и 1961 годах. Всего за сборную Коста-Рики сыграл 15 матчей и забил 2 гола.

### Смерть
Скончался 15 апреля 2025 года в возрасте 89 лет.

## Достижения
«Алахуэленсе»
- Чемпион Коста-Рики (3): 1958, 1959, 1960

 «Аурора»
- Чемпион Гватемалы (1): 1964

«Депортиво Саприсса»
- Чемпион Коста-Рики (1) : 1965

 Коста-Рика
- Победитель чемпионата КККФ (2): 1960[англ.], 1961[англ.]